# Obiteljske tajne (televizijska serija)
Obiteljske tajne (turski: Yargi) turska je dramska televizijska serija, koju je producirao Ay Yapım, režirali Ali Bilgin i Beste Sultan Kasapoğulları, a napisala ju je Sema Ergenekon, a čija je prva epizoda objavljena 19. rujna 2021. Glavne uloge dijele: Kaan Urgancıoğlu i Pınar Deniz. Serija, koja se sastoji od 3 sezone, završila je u Turskoj s 95. epizodom, objavljenom 26. svibnja 2024.

## Radnja
Ilgaz je od svog oca naučio i usvojio principe poput poštenja, časti i poštovanja. Ceylin je, s druge strane, nepromišljena odvjetnica koja svoj posao obavlja po vlastitim pravilima i ne poznaje granice. Ceylin i Ilgaz zbog toga doživljavaju veliki sukob i suočavaju se licem u lice. Naći će se u spletu misterija koji se proteže na obje njihove obitelji.

## Glavni likovi
- Ilgaz Kaya – Kaan Urgancıoğlu
- Ceylin Erguvan – Pınar Deniz
- Yekta Tilmen – Uğur Polat
- Eren Duman – Uğur Aslan
- Metin Kaya – Hüseyin Avni Danyal
- Pars Seçkin – Mehmet Yılmaz